# Xã Hicksville, Quận Phillips, Arkansas
Xã Hicksville (tiếng Anh: Hicksville Township) là một xã thuộc quận Phillips, tiểu bang Arkansas, Hoa Kỳ. Năm 2010, dân số của xã này là 231 người.